# Рейскорс Граунд (стадион)
„Рейскорс Граунд“ е стадион в град Рексъм, Уелс. Построен е през 1807 г. и разполага с капацитет от 10 500 седящи места. Приема домакинските мачове на местния футболен отбор ФК „Рексъм“, както и някои от мачовете от евротурнирите на останалите уелски отбори.